# Laura Vicuña

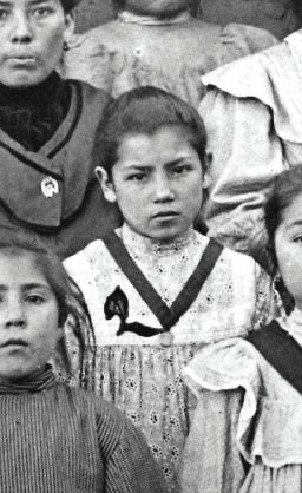
Laut commons-Eintrag: Das wahre Gesicht Laura Vicuñas

Laura Vicuña (* 5. April 1891 in Santiago de Chile; † 22. Januar 1904 in Junin de los Andes) ist eine Selige der Don-Bosco-Familie, deren Gedenktag die katholische Kirche am 22. Januar feiert.

## Leben
Laura Vicuña war die Tochter einer angesehenen Familie von Chile und mit dem ersten Erzbischof von Santiago, Emanuel Vicuña, verwandt. Während des Bürgerkriegs musste ihre Familie in die Hochebene der Anden fliehen. Ihr Vater starb jedoch bald darauf, als Laura zwei Jahre alt war.
Kurz danach kam die Schwester Lauras zur Welt. Mit ihren beiden Töchtern ging die Mutter nach Argentinien. Der Bauer Manuel Mora nahm die Familie auf und lebte alsbald mit Lauras Mutter in einer Partnerschaft zusammen. Anfang des Jahres 1900 vertraute sie ihre beiden Töchter den Don-Bosco-Schwestern in Junin de los Andes an.
Als der Lebensgefährte der Mutter sich an Laura vergehen wollte, blieb sie stark, wurde aber von ihm geschlagen und misshandelt. Laura bat daraufhin um Aufnahme ins Noviziat des Ordens, doch sie war noch zu jung. 1902 gelobte sie Gott ihr Leben, wenn dieser ihre Mutter bekehre. Während Laura Vicuña erkrankte und ein Jahr danach starb, trennte sich ihre Mutter tatsächlich von Manuel Mora und wandte sich wieder dem Glauben zu.

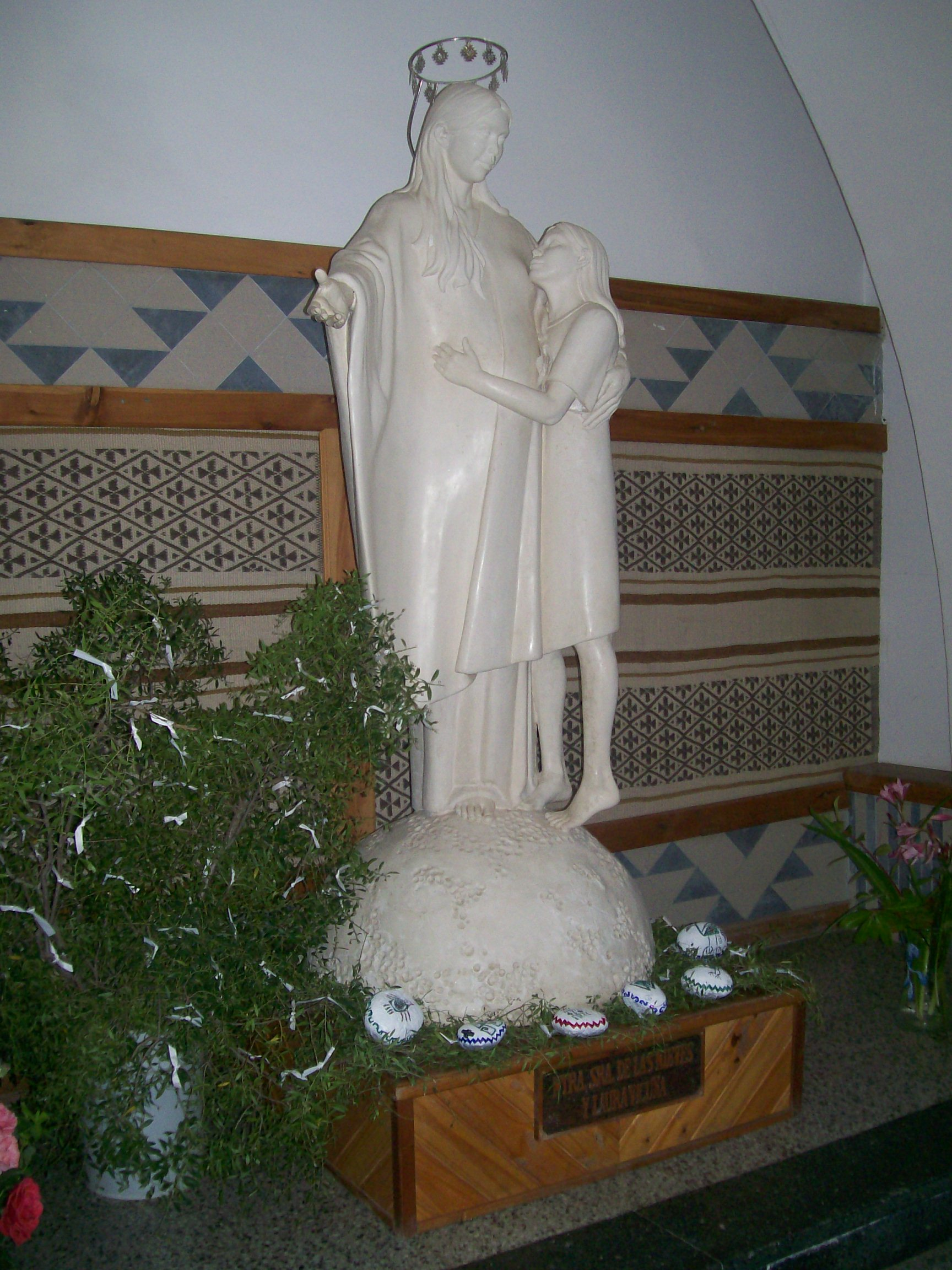
Statue von Laura Vicuña an der Seite der Muttergottes in der Kirche von Junín de los Andes

## Seligsprechung
1988 wurde Laura Vicuña von Papst Johannes Paul II. am Colle Don Bosco, dem Geburtsort von Johannes Bosco, seliggesprochen.